# Kela Khera
Kela Khera è una suddivisione dell'India, classificata come nagar panchayat, di 7.783 abitanti, situata nel distretto di Udham Singh Nagar, nello stato federato dell'Uttarakhand. In base al numero di abitanti la città rientra nella classe V (da 5.000 a 9.999 persone).

## Geografia fisica
La città è situata a 29° 05' 30 N e 79° 11' 07 E.

## Società

### Evoluzione demografica
Al censimento del 2001 la popolazione di Kela Khera assommava a 7.783 persone, delle quali 4.118 maschi e 3.665 femmine. I bambini di età inferiore o uguale ai sei anni assommavano a 1.736, dei quali 900 maschi e 836 femmine. Infine, coloro che erano in grado di saper almeno leggere e scrivere erano 2.684, dei quali 1.790 maschi e 894 femmine.